# 威廉·葛利辛格

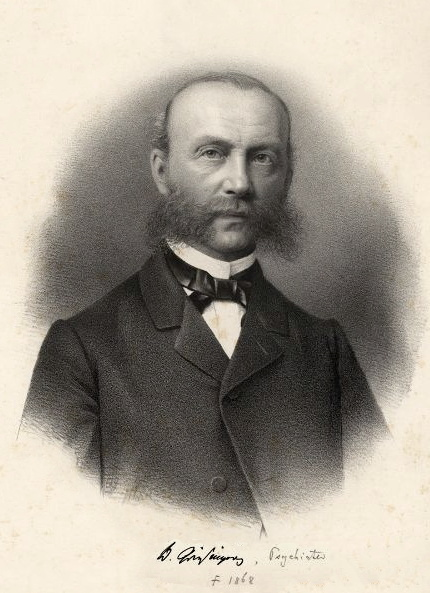
威廉·葛利辛格的肖像

威廉·葛利辛格（1817年7月29日—1868年10月26日）是一位德國精神病學家和神經學家，曾改革對精神病患的庇護制度，結合短期住院治療和自然支持系統，幫助病患融入社會。葛利辛格在1868年成為瑞典皇家科學院院士，是該院的外籍院士之一。
葛利辛格於蘇黎世大學唸書時師從約翰·盧卡斯·舍恩來因，後又至巴黎向弗朗索瓦·馬讓迪（François Magendie）習醫。獲得醫學博士學位後，葛利辛格開始行醫，地點包括符騰堡、斯圖加特、蒂賓根的私人診所和基爾大學等。葛利辛格在1850年代初曾前往開羅主持當地醫學院校務，並擔任阿拔斯一世的私人醫生。在埃及行醫期間，葛利辛格也對熱帶疾病展開研究，還將成果刊載在醫學期刊上。
1854年，葛利辛格成為蒂賓根大學的臨床醫學教授，與朋友卡爾·翁德利希（Carl Wunderlich）一同擔任該校精神科診所的主任醫師。1859年，葛利辛格成為一家弱智兒童療養院的院長，後又於1860年在蘇黎世參與籌設伯戈爾茨利精神病院，心理學家卡爾·榮格便曾在該院任職。
葛利辛格在1865年移居柏林，成為大學附設綜合醫院的主任醫師，也是《精神病學與腦神經病學資料庫》（Archiv für Psychiatrie und Nervenkrankheiten）等兩份醫學學報的創辦人之一。
葛利辛格除了在精神疾病的臨床治療上有所貢獻外，對心理變態也頗有見解，影響後世學者在此一領域的研究。